# 푸른 하늘 아래서
《푸른 하늘 아래서》(영어: A Patch of Blue)는 1965년에 개봉한 미국의 영화이다.

## 출연
- 시드니 포이티어 - 고든
- 엘리자베스 하트먼 - 셀리나
- 셸리 윈터스 - 셀리나의 어머니
- 월래스 포드 - 셀리나의 할아버지

## 한국판 성우진(KBS)
- 양지운 - 고든(시드니 포이티어)
- 권희덕 - 셀리나(엘리자베스 하트먼)
- 김성희 - 셀리나의 어머니(셸리 윈터스)
- 온영삼 - 셀리나의 할아버지(월래스 포드)
- 전기병 - 샌디(엘라자베스 프레저)
- 윤병화 - 페이버(존 쿠알른)
- 김영민 - 마크(이반 딕슨)